# 아시안 하이웨이 47호선
아시안 하이웨이 47호선(AH47)은 인도의 괄리오르와 벵갈루루를 사이에 둔 총 연장 2,124km의 거리를 가진 아시안 하이웨이 노선망이기도 하다. 그러나 이 도로는 둘 다 아시안 하이웨이 43호선과도 만나게 되며, 통과하는 주요 도시들은 괄리오르, 둘리아, 타네, 뭄바이, 푸네, 벨가움, 후블리, 벵갈루루 등이 있다.

## 주요 경유지
해당 도로는 전 구간에 걸쳐 인도 안으로 관통하고 있기 때문에, 인도의 일반 국도의 일원으로 구성되어 있어, 국도 제3호선 (인도)과 국도 제4호선 (인도)의 일부로 이루어져 있다. 주요 관통 지역은 마디아프라데시주와 마하라슈트라주, 카르나타카주 등을 주로 관통하는 것으로 보인다.

### 마디아프라데시주
- 괄리오르
- 시브푸리(영어판)
- 구나(영어판)
- 비아오라(영어판)
- 샤자푸르(영어판)
- 데와스(영어판)
- 인도르
- 칼가트(영어판)
- 줄와니아(영어판)

### 마하슈트라주
- 시푸르(영어판)
- 둘리아(영어판) (아시안 하이웨이 46호선과 접촉)
- 나시크
- 타네
- 뭄바이
- 판벨(영어판)
- 푸네
- 사타라 (도시)(영어판)
- 카라드(영어판)
- 콜라푸르

### 카르나타카주
- 니파니(영어판)
- 산케시워(영어판)
- 벨가움
- 다르워드(영어판)
- 후블리
- 하베리(영어판)
- 라네벤누루(영어판)
- 하리하르(영어판)
- 다바나게레
- 치트라두르가(영어판)
- 툼쿠르(영어판)
- 벵갈루루

## 같이 보기
- 아시안 하이웨이 43호선
- 아시안 하이웨이 45호선
- 아시안 하이웨이 46호선